# Almada, Cova da Piedade, Pragal e Cacilhas
Almada, Cova da Piedade, Pragal e Cacilhas (oficialmente: União das Freguesias de Almada, Cova da Piedade, Pragal e Cacilhas) é uma freguesia portuguesa do município de Almada com 6,15 km² de área e 48 608 habitantes (censo de 2021). A sua densidade populacional é 7 903,7 hab./km².

## História
Foi constituída em 2013, no âmbito da reforma administrativa nacional desse ano, pela agregação das antigas freguesias de Almada, Cova da Piedade, Pragal e Cacilhas com sede em Almada.

## Demografia
A população registada nos censos foi:
| Distribuição da População por Grupos Etários | Distribuição da População por Grupos Etários | Distribuição da População por Grupos Etários | Distribuição da População por Grupos Etários | Distribuição da População por Grupos Etários | Distribuição da População por Grupos Etários |
| -------------------------------------------- | -------------------------------------------- | -------------------------------------------- | -------------------------------------------- | -------------------------------------------- | -------------------------------------------- |
| Antes da agregação                           |                                              |                                              |                                              |                                              |                                              |
| Ano                                          | 0-14 anos                                    | 15-24 anos                                   | 25-64 anos                                   | >= 65 anos                                   | Total                                        |
| 2001                                         | 6154                                         | 6588                                         | 30133                                        | 12483                                        | 55358                                        |
| 2011                                         | 5490                                         | 4503                                         | 25653                                        | 14015                                        | 49661                                        |
| Após a agregação                             |                                              |                                              |                                              |                                              |                                              |
| Ano                                          | 0-14 anos                                    | 15-24 anos                                   | 25-64 anos                                   | >= 65 anos                                   | Total                                        |
| 2021                                         | 5336                                         | 4591                                         | 24468                                        | 14213                                        | 48608                                        |

## Resultados eleitorais

### Eleições autárquicas (Junta de Freguesia)
| Partido   | %    | M    | %    | M    | %    | M    |
| Partido   | 2013 | 2013 | 2017 | 2017 | 2021 | 2021 |
| --------- | ---- | ---- | ---- | ---- | ---- | ---- |
| PS        | 21,4 | 6    | 28,9 | 7    | 34,3 | 8    |
| CDU       | 41,8 | 11   | 34,3 | 8    | 34,0 | 8    |
| PPD/PSD   | 13,9 | 3    | 14,6 | 3    | 11,8 | 2    |
| BE        | 7,1  | 1    | 13,7 | 3    | 9,9  | 2    |
| CH        |      |      |      |      | 4,6  | 1    |
| IL        |      |      |      |      | 2,2  | -    |
| CDS-PP    | 2,4  | -    | 2,9  | -    |      |      |
| PCTP/MRPP | 2,0  | -    |      |      |      |      |